# Panzarotti
Beignets sucrés, les panzarotti (pluriel du corse panzarottu) se font à Bastia à l'occasion de la San Ghijsè ("Saint Joseph" en corse), le 19 mars. Cette fête religieuse à une grande importance pour les Bastiais qui y célèbrent leur saint patron, protecteur de la famille. D’ailleurs, un quartier entier du sud de la ville porte son nom en hommage.
Il y en a de diverses variétés, les plus traditionnelles se faisant à base de farine de pois chiche ou de riz.